# Garcinia acutifolia
Garcinia acutifolia là một loài thực vật có hoa thuộc họ họ Bứa. Loài này có ở Mozambique và Tanzania. Chúng hiện đang bị đe dọa vì mất môi trường sống.